# Coelho versus Leão
Coelho versus Leão é o clássico de futebol disputado entre as equipes mineiras do América (o Coelho) e do Villa Nova (o Leão), clubes que ostentam entre as suas principais conquistas o Campeonato Brasileiro Série B, além de no conjunto serem detentoras de 21 títulos de campeonatos mineiros da primeira divisão.

## História
América e Villa Nova se confrontam desde o dia 19 de novembro de 1916, em partida realizada na cidade de Nova Lima, que terminou com a vitória do Villa Nova por 4 a 2.
Embora o América já tenha conquistado o Campeonato Mineiro por 16 vezes e o Villa por 5, estas equipes jamais se confrontaram em finais deste campeonato. Um dos motivos é o fato do Villa Nova, apesar de fundador da Liga Mineira, só ter obtido autorização para disputar o Campeonato Mineiro em 1927, após o decacampeonato do América.
No mesmo ano em que o Villa foi aceito no Campeonato Mineiro, aconteceu a única final entre América e Villa Nova pelo Torneio Início de Minas Gerais, com a vitória do Coelho por 1 a 0. O América é o recordista de conquistas do Torneio Início, o que aconteceu por 13 vezes, enquanto o Villa Nova é o quarto neste ranking, com 5 conquistas.
Pela Taça Minas Gerais, Leão e Coelho fizeram a final de 1977 em uma emocionante série de 3 jogos que terminaram empatados em 1 a 1 no tempo normal, com o Villa Nova fazendo o gol de desempate e que lhe deu este título no terceiro jogo, em 13 de abril de 1977, aos 6 minutos da prorrogação por intermédio de seu atacante Jurandi, partida esta disputada no Mineirão, com 10.728 torcedores pagando pelos ingressos naquele dia. O Villa tem 2 conquistas da Taça Minas Gerais, enquanto o América ostenta o título de 2005 nesta tradicional competição.
As duas torcidas aguardavam outra final entre estes antigos rivais pela Taça Minas Gerais de 2006, mas o América, campeão de 2005, veio a perder a classificação nas semifinais para o Uberaba, com o Villa vindo a sagrar-se campeão.
Em 2008 o Villa parou nas semifinais da Taça Minas Gerais perante o Tupi, enquanto o América fez as finais contra este time da cidade de Juiz de Fora, que acabou campeão.
A vitória do Villa por 2 a 0 em 14 de abril de 2013, em Nova Lima, na penúltima rodada do turno, classificou o Leão para as semifinais do Campeonato Mineiro, resultado que veio a desclassificar o Coelho desta competição.
História do primeiro jogo
Data: 19 de novembro de 1916 – domingo – Amistoso.
Resultado: Villa Nova 4–2 América.
Local: Estádio Castor Cifuentes (Nova Lima-MG).
O América havia conquistado o Campeonato Mineiro, o primeiro de sua história, e mandou a Nova Lima um time composto por sete jogadores do segundo time e apenas quatro titulares. Durante décadas, o placar desse clássico, o primeiro a ser disputado entre Leão e Coelho, ficou obscuro. Sabia-se que o Villa havia vencido, de goleada.
O jornal carioca A Noite, em sua edição do dia 24 de novembro de 1916, na página 5, informa a realização da partida no domingo, 19 de novembro de 1916, e o resultado (4 a 2). Já o periódico O Paiz, também do Rio de Janeiro, em sua edição do dia 10 de maio de 1918, na página 10, traz uma extensa matéria sobre o sexto aniversário do América. Nela, é apresentada uma relação de amistosos jogados pelo Coelho fora de BH em que consta também a vitória do Villa por 4 a 2.

## Estatísticas
Últimas partidas consideradas:
América 2–1 Villa Nova, 29 de janeiro de 2023, pelo Campeonato Mineiro.
América 0–1 Villa Nova, 5 de maio de 2022, pelo Campeonato Mineiro.
América 3–0 Villa Nova, 24 de janeiro de 2019, pelo Campeonato Mineiro.
Villa Nova 1–1 América, 11 de março de 2018, pelo Campeonato Mineiro.
América 1–1 Villa Nova, 9 de abril de 2017, pelo Campeonato Mineiro.
Villa Nova 1–2 América, 14 de fevereiro de 2016, pelo Campeonato Mineiro (Em BH, mas mando do Villa).
Villa Nova 0–0 América, 8 de março de 2015, pelo Campeonato Mineiro.
Villa Nova 1–2 América, em 6 de julho de 2014, amistoso comemorativo pelos 106 anos do Villa Nova.
América 1–1 Villa Nova, 9 de março de 2014, pelo Campeonato Mineiro.
Villa Nova 2–0 América, 14 de abril de 2013, pelo Campeonato Mineiro.
América 2–1 Villa Nova, 29 de fevereiro de 2012, pelo Campeonato Mineiro.
Villa Nova 2–2 América, 15 de Março de 2011, pelo Campeonato Mineiro.
América 1–2 Villa Nova, 17 de fevereiro de 2010, pelo Campeonato Mineiro.
Villa Nova 2–2 América, 14 de outubro de 2009, pela Taça Minas Gerais.
América 2–4 Villa Nova, 26 de agosto de 2009, pela Taça Minas Gerais.
Villa Nova 1–1 América, 15 de fevereiro de 2009, pelo Campeonato Mineiro.
América 1–1 Villa Nova, 19 de outubro de 2008, pela Taça Minas Gerais.
Villa Nova 1– 0 América, em 1 de outubro de 2008, pela Taça Minas Gerais.
América 3–1 Villa Nova, em 1 de agosto de 2007, amistoso disputado no Estádio Independência.
Villa Nova 1–1 América, em 28 de julho de 2007, amistoso comemorativo pelos 99 anos do Villa Nova.
Campeonato Brasileiro Série A
Duas partidas foram realizadas até hoje pelo Campeonato Brasileiro Série A, com uma vitória do Villa Nova e um empate, partidas estas realizadas no Estádio do Mineirão:
1. América 0–1 Villa Nova, 3 de maio de 1978.
2. América 0–0 Villa Nova, 17 de outubro de 1979.

Campeonato Mineiro
Jogos: 168.
Vitórias do America: 76.
Vitórias do Villa Nova: 50.
Empates: 42.
Gols a favor do América: 274.
Gols a favor do Villa: 218.
Versão oficial do Villa Nova
Adaptado para o estilo da Wikipédia, de autoria do jornalista e historiador Wagner Augusto Álvares de Freitas, em 12 de abril de 2013.
1. Essa estatística contempla TODAS as partidas com resultados conhecidos (uma tem o seu resultado desconhecido, a de 27 de outubro de 1918, e não está contabilizada no histórico acima) entre Villa e América, incluindo Campeonato Mineiro, Brasileiro, torneios diversos e amistosos;
2. Os jogos realizados pelo Torneio Início não estão considerados nessa estatística;
3. Apenas dois confrontos são mais antigos em Minas Gerais do que Villa Nova versus América: Villa Nova versus Atlético (14 de julho de 1912) e América versus Atlético (14 de junho de 1914).
4. O América é o adversário que o Villa mais enfrentou em sua história até 12 de abril de 2013, com 268 confrontos. Depois vinha o Cruzeiro, com 237 partidas, e o Atlético, com 234 cotejos; já o Villa é o terceiro adversário que o América mais enfrentou em sua história, atrás apenas do Atlético e do Cruzeiro, nesta ordem.
5. Maiores goleadas:

Aplicadas pelo Villa sobre o América:
Villa Nova 11–0 América (Campeonato Mineiro), 19 de agosto de 1934.
Villa Nova 8–1 América (Campeonato Mineiro), 2 de junho de 1935.
Villa Nova 5–0 América (Amistoso – Taça Nem), 13 de dezembro de 1931.
Sofridas pelo Villa contra o América:
América 6–0 (Campeonato Mineiro), 10 de setembro de 1961.
América 7–2 Villa Nova (Campeonato Mineiro), 15 de dezembro de 1960.
Villa Nova 1–6 América (Campeonato Mineiro), 15 de setembro de 1991.

## Maiores públicos
Públicos pagantes, a partir de 6.000, e exceto a partida assinalada abaixo, todas as outras são partidas válidas pelo Campeonato Mineiro e disputadas na cidade de Belo Horizonte.
1. América 2–0 Villa Nova, 42.069, 7 de maio de 1999. (*)
2. América 1–0 Villa Nova, 34.293, 23 de julho de 1975. (*)
3. América 0–0 Villa Nova, 32.361, 28 de março de 1999. (*)
4. América 1–3 Villa Nova, 26.890, 13 de abril de 1977. (*)
5. América 2–1 Villa Nova, 26.222, 5 de maio de 1968. (*)
6. América 2–2 Villa Nova, 22.675, 3 de março de 1974. (*)
7. América 0–0 Villa Nova, 14.590, 3 de setembro de 1978. (*)
8. América 1–1 Villa Nova, 10.728, 13 de abril de 1977. (**)
9. América 0–1 Villa Nova, 8.946, 12 de agosto de 1970.
10. América 1–1 Villa Nova, 8.608, 6 de maio de 1979.
11. América 0–0 Villa Nova, 8.036, 17 de outubro de 1979. (***)
12. América 0–2 Villa Nova, 7.172, 10 de março de 1968.
13. América 2–1 Villa Nova, 6.911, 28 de novembro de 1974.
14. América 3–1 Villa Nova, 6.875, 12 de julho de 1981.
15. América 2–0 Villa Nova, 6.141, 7 de julho de 1985. (*)
16. América 1–1 Villa Nova, 6.000, 10 de abril de 1977.

(*) Rodadas duplas.
(**) Placar agregado: Villa 2–1 na prorrogação.
(***) Campeonato Brasileiro Série A.